# رياعة موري
رياعة موري (الاسم العلمي: Syzygium moorei)، هي شجرة نادر من الغابات المطيرة شبه الاستوائية، تنمو على التربة البركانية في منطقة جبل وارننغ في شمال شرق نيو ساوث ويلز وجنوب شرق كوينزلاند، أستراليا. تشمل الأسماء الشائعة لها كولامون، وشجرة البطيخ، ودوروبي، وروبي؛ يُطلق عليها أيضًا اسم "التفاحة الوردية" ولكن هذا يمكن أن يشير إلى العديد من أنواع الرياعة.